# Pimpinella hirtella
Pimpinella hirtella är en flockblommig växtart som beskrevs av Achille Richard. Pimpinella hirtella ingår i släktet bockrötter, och familjen flockblommiga växter. Inga underarter finns listade i Catalogue of Life.